# Bahamut Lagoon
Bahamut Lagoon – taktyczna gra fabularna, czyli turowa gra strategiczna, połączona z elementami RPG – stworzona przez Square w 1996 roku. Została wydana się wyłącznie w Japonii, jednak powstały jej nieoficjalne lokalizacje. Akcja gry osadzona jest w świecie fantasy – występują tu smoki, demony czy czary.
Głównym bohaterem Bahamut Lagoon jest Byuu – kapitan Dragon Squad królestwa Kahna, przyjaciel księżniczki Yoyo. Kahna zostało atakowane przez siły imperium Granbelos, rządzonego przez Imperatora Sauzera, również księżniczka została porwana. Byuu zaś staje się członkiem ruchu oporu. Okazuje się, że porwana i uwolniona księżniczka ma moc przyzwania pradawnego smoka – Bahamuta
W Bahamut Lagoon ważną rolę odgrywają smoki, podwładne bohaterom. Smoki mogą się transformować, ich statystyki polepszają się, kiedy nakarmi się je różnymi przedmiotami. Gracz kontroluje oddziałami na mapie – zwykle jest to czwórka postaci, z przyporządkowanym smokiem, który działa automatycznie. Postaciami z oddziału można kierować w trakcie pojedynku, kiedy zmienia się perspektywa. Jednostki posiadają rozbudowane statystyki, możliwość awansu, który polepsza ich zdolności, punkty życia etc i unikalne ataki.